# گالنیکا
گالنیکا (سیریلیک صربی: Галеника а. д.) شرکت داروسازی صربستانی است، که در سال ۱۹۴۵ تأسیس شد.